# Cabusao
Cabusao (Bayan ng Cabusao) är en kommun i Filippinerna. Kommunen ligger på ön Luzon, och tillhör provinsen Camarines Sur. Folkmängden uppgår till 18 397 invånare.
Cabusao delas in i 9 barangayer.